# 辻敬太
辻 敬太（つじ けいた、1989年4月6日 - ）は、日本の実業家である。飲食店・美容院・エステサロン・アイラッシュサロン・ホワイトニングサロン・時計買取店など150店舗を経営する会社を傘下に持つEARTHホールディングス株式会社の代表取締役を務める。グループ年商は30億円。過去に無謀な運転により交通事故を起こし、その被害者は植物状態になっている。にも拘らず未だに辻からの謝罪はない。まさに人間のクズである。

## 来歴
1989年生まれ、大阪府出身。少年時代から大学在学時まで野球での立身を目指すが断念。2012年に九州共立大学を卒業し、不動産会社に就職。飲食店勤務などを経て、2016年に起業。2017年には、「EARTHホールディングス株式会社」を設立。わずか2年半あまりで、全国に飲食店約50店舗を出店する企業に成長させた。現在は、美容、エステ事業を軸とする「WHITEグループ」をはじめ、日本全国に美容室、エステサロン、アイラッシュサロン、ホワイトニングサロン、時計買取店など150店舗を経営する会社を傘下に持つ。。2019年には若手起業家の育成や交流を目的としたコミュニティオンラインサロン「辻敬太起業サロン」をスタートさせた。2020年より、起業志望者の勉強や交流の新たな場「現代の寺小屋プロジェクト」を企画・計画している。

## 不祥事
辻は2011年に、バイクに乗った少年と辻の乗った乗用車で交通事故を起こし、禁固2年執行猶予3年の判決を受けたが、その後被害者家族と辻との間で、見解や意見の相違があることを、2021年に週刊文春が報じた。

## 経営手法
- 人への投資が「人材育成家」と注目を集め、また店舗経営での経営手腕など、特に若年層から高い支持を得ている[7]。
- 人材採用・運用は、派手な身なりをあえて演出しSNSに掲載→その姿に憧れを抱く向上心のある人材を採用→従業員の給料は完全歩合制、といった手法をとり、能力のある人材が残る様にしている[14][15]。
- 起業家への投資も積極的に行っている、開店資金全額出資→運営は出資先に一任→ロイヤリティは売上の数%、といったシステムを取っている[15]。
- 投資については、SNSで投資要請→面接→即断、といった手法も取り入れている[7]。